# Haroldgrantia
Haroldgrantia is een geslacht van rechtvleugeligen uit de familie veldsprinkhanen (Acrididae). De wetenschappelijke naam van dit geslacht is voor het eerst geldig gepubliceerd in 1967 door Carbonell, Ronderos & Mesa.

## Soorten
Het geslacht Haroldgrantia  is monotypisch en omvat slechts de volgende soort:
- Haroldgrantia lignosa (Carbonell, Ronderos & Mesa, 1967)